# ヘルムート・ブリュックナー

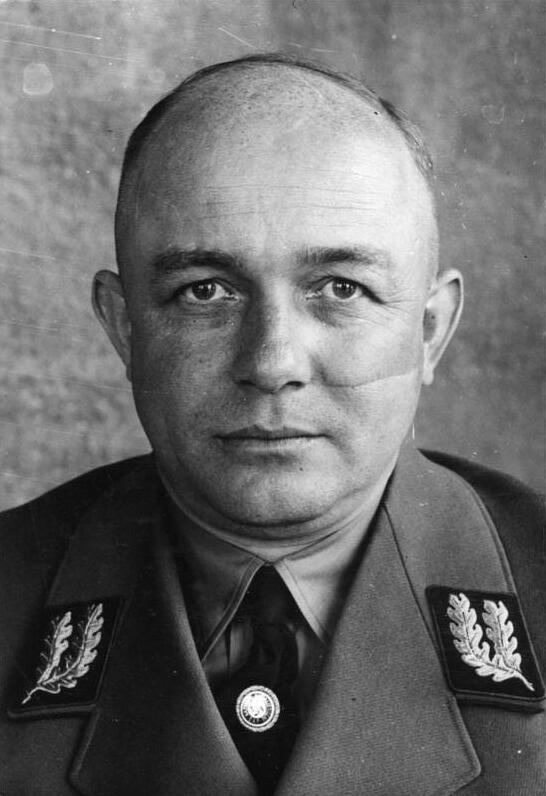
ヘルムート・ブリュックナー(1934年)

ヘルムート・ブリュックナー（Helmuth Brückner 、1896年5月7日-1951年1月12日） は、ドイツの政治家。国家社会主義ドイツ労働者党のシュレージエン大管区指導者を務めた人物。

## 略歴

### ナチ党入党まで
プロイセン王国のライヒェンバッハ郡（Landkreis Reichenbach）パイラウ（Peilau）に小学校教師のコンラート・ブリュックナー（Konrad Brückner）の息子として生まれる。パイラウの小学校（Volkschule）およびランゲンビーラウ（Langenbielau）の男子校（Knabenschule）を出た後、ライヒェンバッハの 実科高等学校（Realgymnasium）へ進んだ。1914年8月に陸軍に入隊し、第88砲兵連隊に配属された。第一次世界大戦においては当初東部戦線に配属され、後に西部戦線に移った。1916年9月からは野戦副官に任じられた。1918年3月25日にフランスで重傷を負いブレスラウの病院へ送られた。
戦後の1921年にオーバーシュレージエンドイツ自衛団北部集団の参謀となり、シレジア蜂起鎮圧に参加した。その後ブレスラウ大学で歴史、哲学、地理および経済学を学んだ。。

### ナチ党員として
1923年11月のミュンヘン一揆に参加し、そのため1924年に一時期拘留されたが執行猶予で釈放されている。その後は国家社会主義自由運動に入党し、ブレスラウの市支配人に任じられている。
1925年3月15日にナチ党に入党（党員番号2,023）し、シュレジエン大管区指導者に任命される。
1930年9月14日に選挙区7区（ブレスラウ地区）選出の国会議員となり、1932年4月24日にはブレスラウ選出のプロイセン州議員となっている。8月17日に東部地方監察官（Landesinspekteur）となり、12月に東部委員（Kommissar）となる。
1933年3月15日にウンターシュレジエンの県知事（Oberpräsident）に任命され、5月29日にはオーバーシュレジエン（Oberschlesien）の県知事にも任命されている。10月7日にブレスラウの第11突撃隊連隊の名誉指導者に任命され、突撃隊中将の階級も与えられた。1934年6月30日の長いナイフの夜におけるエーベルハルト・フォン・ヴェヒマール男爵（Eberhard Freiherr von Wechmar）突撃隊少将の殺害にウード・フォン・ヴォイルシュらと共に関与しているが、シュレジエン大管区における突撃隊員および親衛隊員への粛清には抗議している。

### 失脚
1934年12月4日に大管区指導者職を解任され、突撃隊での地位も失う。6日に国会議員、12日に全ての党及び政府役職から解雇された。25日にはナチ党からも追放された。1935年の秋には刑法175条違反容疑で逮捕され、リーグニッツの地区裁判所で裁かれた。懲役6ヶ月の刑を受けるものも、ヒトラーの取りなしによって服役中より執行猶予で釈放された。1937年にはナチ党への再入党を拒否されている。その後シュレジエンへの居住を禁止され、メクレンブルクに移り住んだ。1939年よりロストックのハインケル社で働いた。1942年5月14日に、シュレジエンへの帰還を願い出るがハインリヒ・ヒムラーとマルティン・ボルマンに却下されている。

### 最期
1945年7月にロストックでソ連軍に逮捕され、1951年1月15日、シベリアの収容所で死亡した。

## キャリア

### 階級[4]
- 1914年11月、伍長（Unteroffizier）
- 1915年12月5日、少尉（Leutnant）
- 1925年3月15日‐1934年12月4日、大管区指導者（Gauleiter der NSDAP）
- 1933年10月7日、突撃隊中将 （SA-Gruppenführer）

### 受章[5]
- 鉄十字勲章
  - 1914年版一級鉄十字勲章（第一次世界大戦中）
  - 1914年版二級鉄十字勲章（第一次世界大戦中）
- 戦傷章
  - 黒章（?）（1918年）
- ザクセン＝エルネスティン勲章（:de:Herzoglich Sachsen-Ernestinischer Hausorden ） 
  - 2級
- シュレージエン防護章（de:Schlesisches Bewährungsabzeichen）
  - 一級柏葉章（1921年）
  - 二級柏葉章（1921年）
- 名誉十字章（1934年）
- 黄金ナチ党員バッジ（1933年）